# Trinity College, Oxford

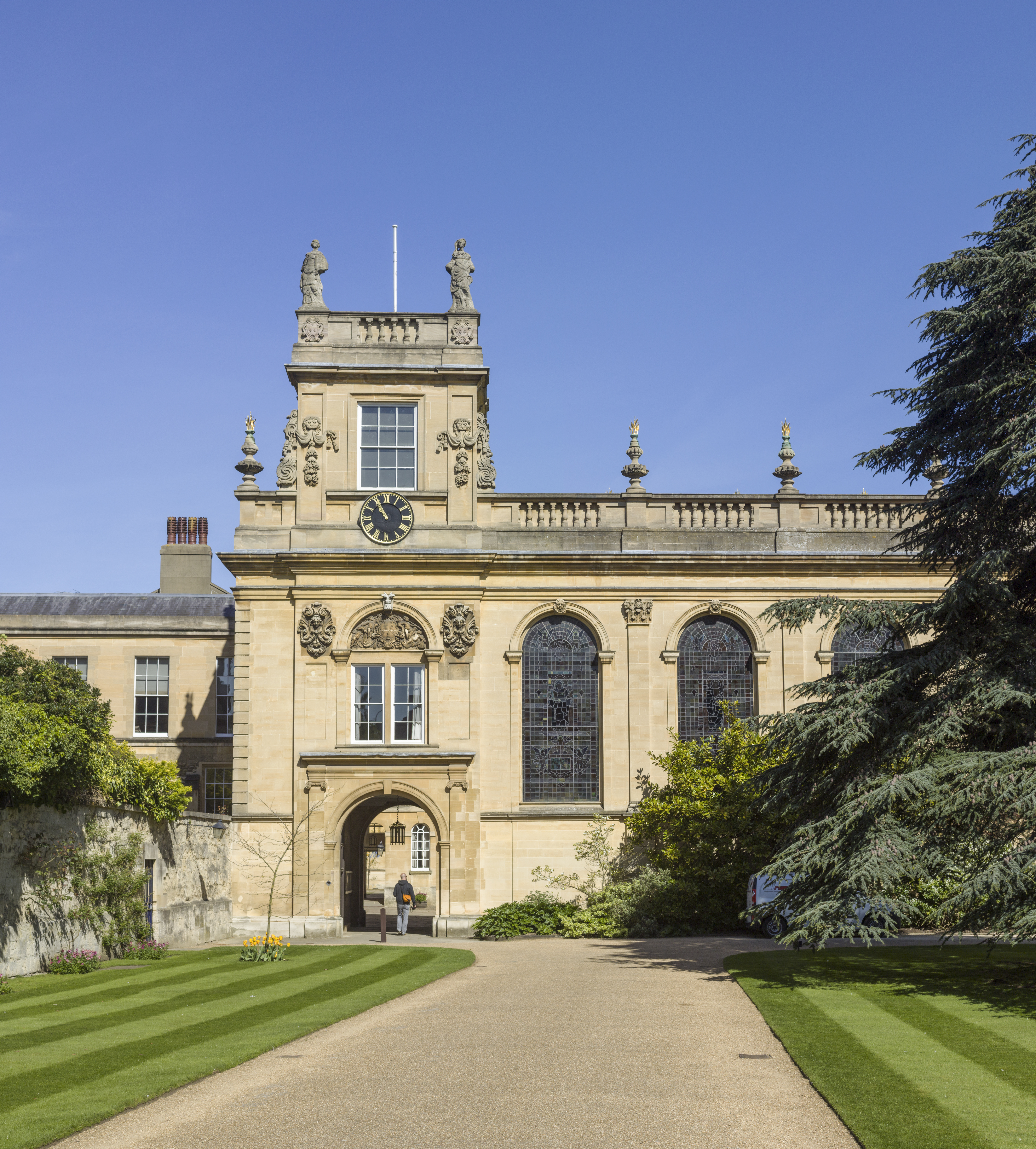
Trinity Colleges kapell.

Trinity College, formellt The College of the Holy and Undivided Trinity in the University of Oxford, of the foundation of Sir Thomas Pope, är ett college vid Oxfords universitet, beläget i norra delen av Oxfords historiska innerstad.

## Historia
Colleget grundades under Maria I:s regeringstid 1555 på mark som tillhört det medeltida Durham College, vilket upplösts under den engelska reformationen. De äldsta delarna av colleget utgörs av de bevarade delarna av Durham Colleges medeltida byggnader, och den äldsta innergården kallas Durham Quad. Grundaren av Trinity College, Thomas Pope, var katolik och hade inga överlevande barn, och ville genom donationen försäkra sig om att kommas ihåg i studenternas böner. Pope begravdes vid kapellets altare. Ursprungligen bestod colleget av en ordförande, 12 fellows och 12 lärde, samt upp till 20 studenter. Collegets fellows var tvungna att avge klosterlöften och förbli ogifta.
Efter drottning Elisabet I:s trontillträde kom collegets katolska inriktning att gradvis reformeras i protestantisk riktning under slutet av 1500-talet. Anklagelser om att Trinity College skulle vara mer tillåtande mot katolska inslag kom att bli en del i den traditionella rivaliteten med Balliol College.
I slutet av 1600-talet byggdes colleget till och ökade antalet studenter avsevärt.
Trinity förblev ett college för män fram till 1979, då man i likhet med många andra traditionella Oxfordcollege för första gången började anta kvinnliga studenter.

## Kända alumner
Till collegets mest kända alumner hör kardinalen John Henry Newman, de tre premiärministrarna William Pitt den äldre, Frederick North, Lord North och Spencer Compton, 1:e earl av Wilmington, samt fysikern Henry Moseley och upptäcktsresanden och etnologen Richard Francis Burton.

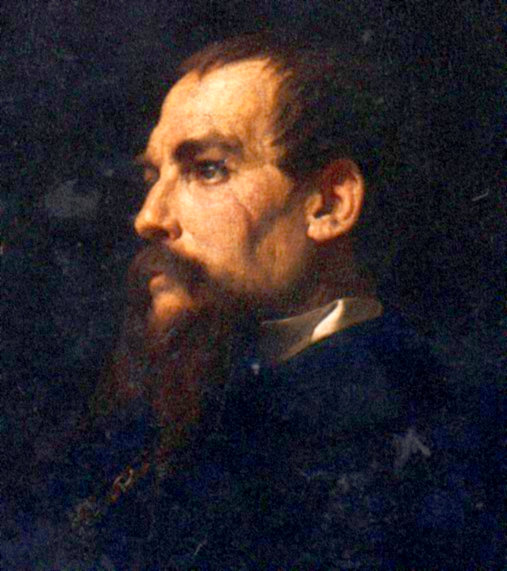
Richard Francis Burton
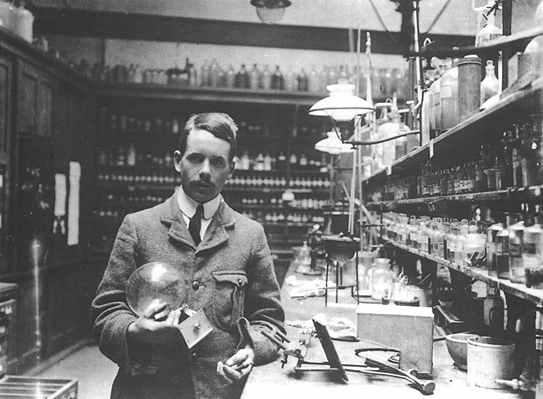
Henry Moseley
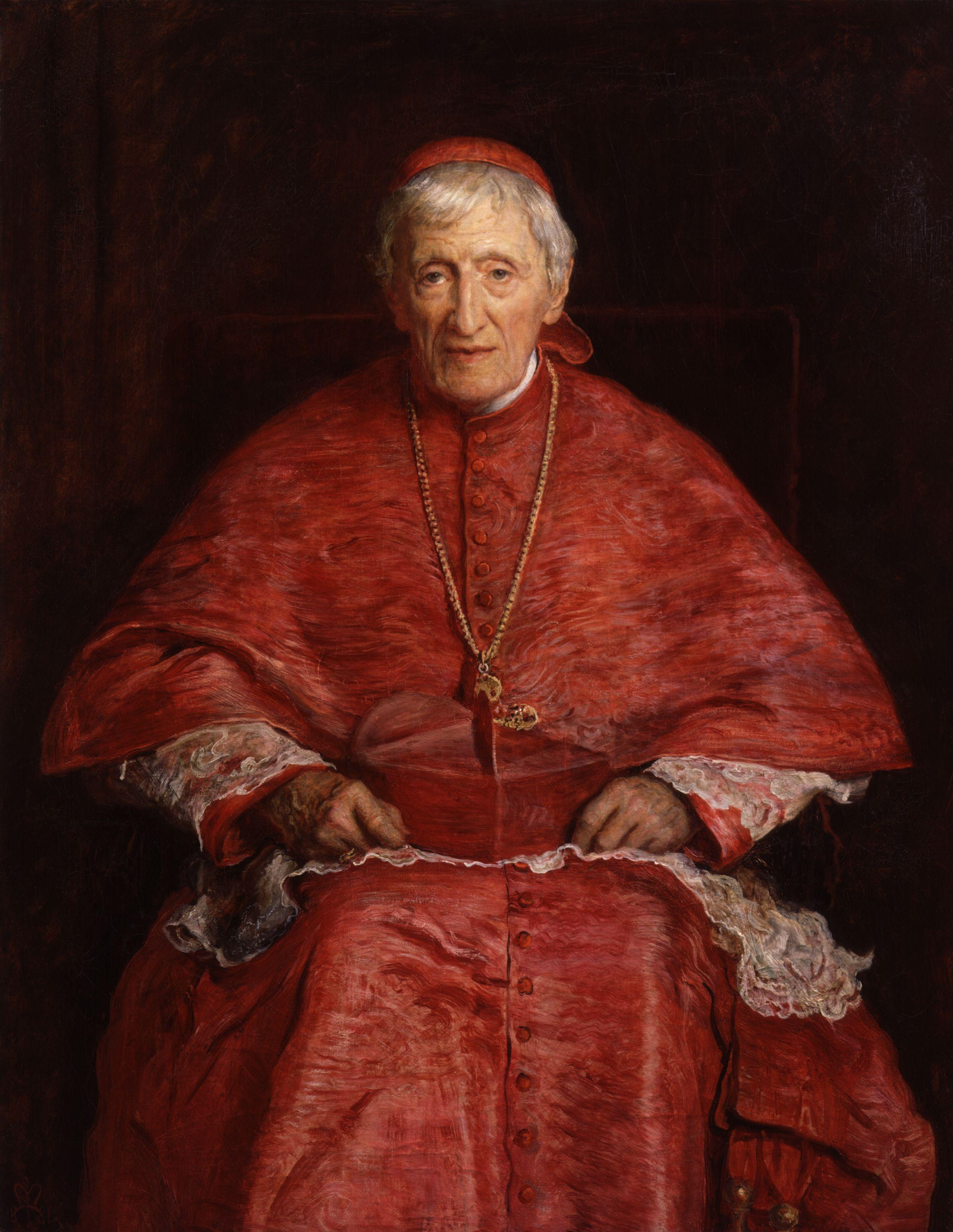
John Henry Newman
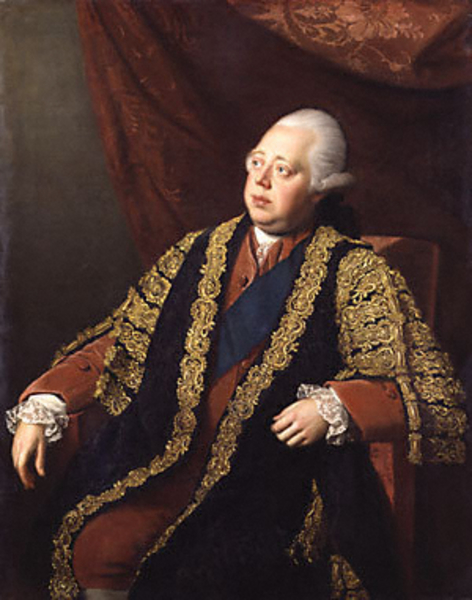
Lord North
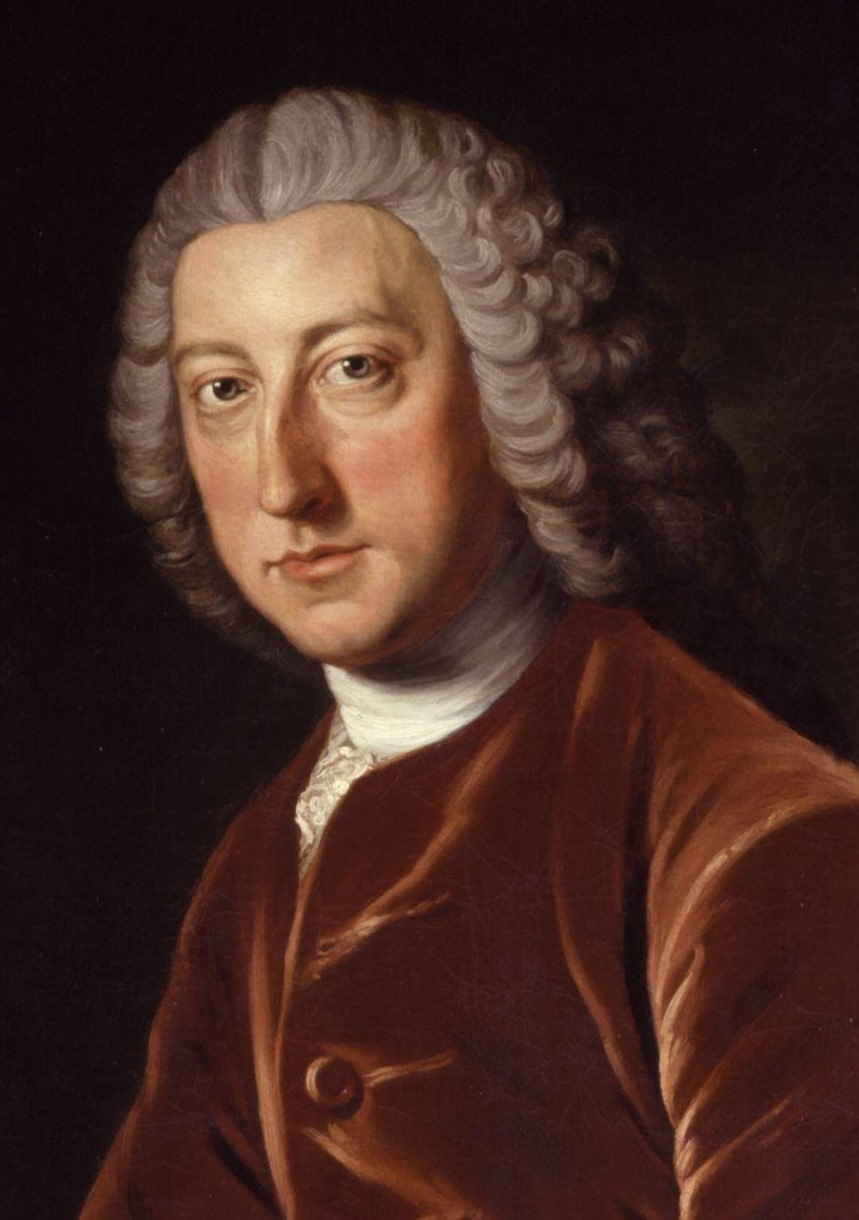
William Pitt den äldre
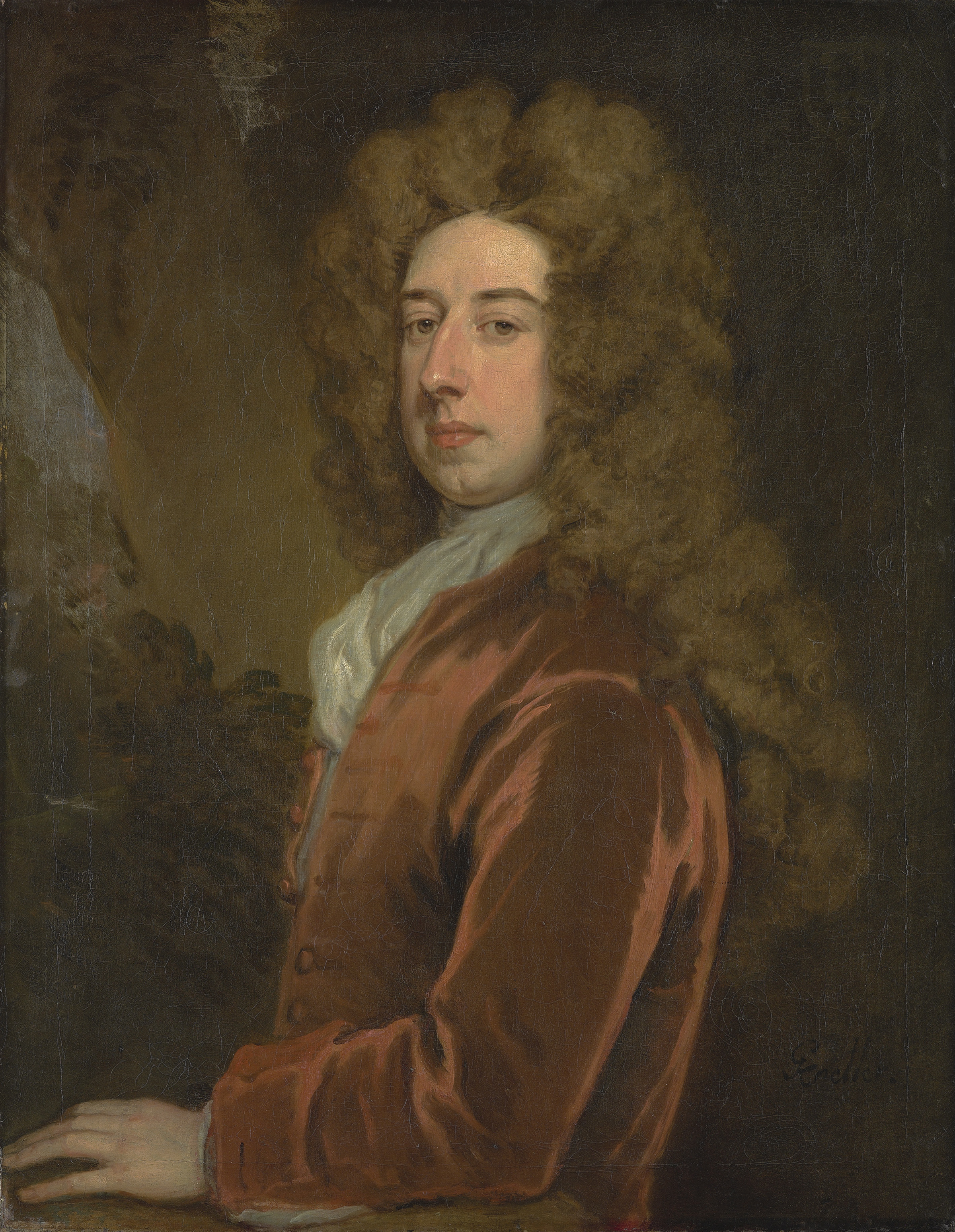
Earlen av Wilmington

## I fiktion
Trinity College användes som inspelningsplats för TV-serien En förlorad värld (1981).